# Thoracantha striata
Thoracantha striata är en stekelart som beskrevs av Perty 1833. Thoracantha striata ingår i släktet Thoracantha och familjen Eucharitidae. Inga underarter finns listade i Catalogue of Life.